# Антау
Антау (нім. Antau) — комуна (нім. Gemeinde) у федеральній землі Бургенланд, Австрія.
Входить до складу округу Маттерсбург. Населення становить 771 чоловік (дані на 2012 року). Займає площу 8,74 км². Офіційний код - 10616.

## Політична ситуація
Бургомістр комуни — Альберт Ендль (АНП) за результатами виборів 2012 року.
Рада представників комуни (нім. Gemeinderat) складається з 13 місць:
- 8 місць - АНП
- 4 місця - СДПА
- 1 місця - АПС

| Австрія | Це незавершена стаття з географії Австрії. Ви можете допомогти проєкту, виправивши або дописавши її. |